# 穆乌 (比利牛斯-大西洋省)
穆乌（法語：Mouhous）是法国比利牛斯-大西洋省的一个市镇，属于波城区（Pau）加尔兰县（Garlin）。该市镇总面积3.3平方公里，2009年时的人口为36人。

## 人口
穆乌人口变化图示